# Cynoglossus macrophthalmus
Cynoglossus macrophthalmus és un peix teleosti de la família dels cinoglòssids i de l'ordre dels pleuronectiformes que es troba a les costes del nord-oest d'Austràlia.